# L'Individu
L'Individu est une nouvelle de Marcel Aymé, parue dans Candide en 1931.

## Historique
L'Individu est une nouvelle de Marcel Aymé, parue dans Candide le 13 août 1931, puis dans son premier recueil de nouvelles Le Puits aux images en avril 1932.

## Résumé
Gustave Marcelin, une victime de l'injustice universelle, en veut particulièrement à un individu qui habite au rez-de-chaussée de son immeuble : la buraliste lui a souri...